# Geai du Mexique
Aphelocoma wollweberi
Espèce
Statut de conservation UICN

 LC  : Préoccupation mineure
Répartition géographique
Le Geai du Mexique (Aphelocoma wollweberi) est une espèce de passereaux de la famille des Corvidae.

## Répartition
Il fréquente les forêts montagneuses sèches de chênes, de pins ou d'ormes. Il est omnivore mais privilégie les graines de pins et les glands.

## Liste des sous-espèces
Selon la classification de référence du Congrès ornithologique international (14.2. 2024) :
- Aphelocoma wollweberi arizonae (Ridgway, 1874) — sud-ouest des États-Unis ;
- Aphelocoma wollweberi wollweberi Kaup, 1855 — Sierra Madre occidentale ;
- Aphelocoma wollweberi potosina Nelson, 1899 — Sierra Madre orientale ;
- Aphelocoma wollweberi couchii (S.F.Baird, 1858) — Sierra Madre orientale (nord).

## Systématique
Le nom valide complet (avec auteur) de ce taxon est Aphelocoma wollweberi Kaup, 1855.
Ce taxon porte en français le nom vernaculaire ou normalisé suivant : Geai du Mexique.
Aphelocoma wollweberi a pour synonyme :
- Aphelocoma ultramarina wollweberi Kaup, 1855